# شهرستان هنکاک (جورجیا)
شهرستان هنکاک، جورجیا (به انگلیسی: Hancock County, Georgia) یک شهرستان در ایالات متحده آمریکا است که در جورجیا واقع شده‌است.